# 거르버이 샨도르

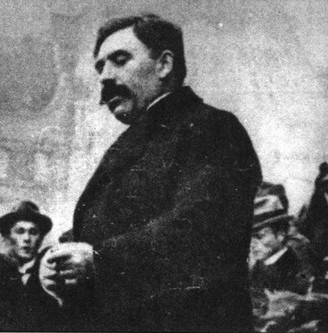
거르버이 샨도르

거르버이 샨도르(헝가리어: Garbai Sándor, 1847년 1월 27일 키슈쿤헐러시 ~ 1919년 11월 7일 프랑스 파리)는 헝가리의 사회민주주의 정치인이다. 1919년 3월 21일부터 8월 1일까지 헝가리의 총리로 재직했다.